# Certifikace projektového manažera
Certifikace projektového manažera je otestováním znalostí a způsobilosti projektového manažera k výkonu jeho profese. Toto otestování je provedeno prostřednictvím pověřené autority a podle dané metodiky, respektive normy. Nezávislé studie prokazují, že certifikace v projektovém managementu vede ke zlepšení výkonnosti projektu.

## Úvod
V oboru projektového managementu existuje více možností certifikací.
Určité metodiky a certifikace lze považovat za konkurenční, ale některé certifikační autority samy uvádí jiné metodiky jako vhodný doplněk k jimi poskytované certifikaci. IT profesionálové mají ohledně hodnoty profesionální certifikace rozdílné názory a to je ještě silněji patrné když se hodnotí, které konkrétní certifikace jsou smysluplné.
Metodiky, techniky a postupy řízení projektů prověřované různými certifikačními autoritami mají kolébky v různých zemích a kladou důraz na jiné aspekty projektového managementu. Níže uváděné certifikáty jsou obvykle deklarovány jako mezinárodní. Téměř v každé zemi kde jsou certifikace poskytovány pracuje více různých certifikačních autorit. Většina metodik nabízí certifikaci v několika různých stupních. Některé z nich pak spojují absolvování certifikace s právem používání titulu vyjadřujícího dosažený stupeň certifikace.
V oblasti projektového řízení rozeznáváme dva druhy certifikačních postupů:
- Certifikaci osob
- Certifikaci firemních procesů

## Druhy certifikací

### AAPM
American Academy of Project Management
Na svých stránkách uvádí, že mají členy ve vice než 150 zemích. V České republice není v současnosti (3/2017) firma, která by poskytovala certifikaci podle metodiky AAPM.

### IAPM
International Academy of Project Management™
Základní kontakty nabízené touto certifikační autoritou jsou Hong Kong, Austrálie a Čína.

### IPMA
International Project Management Association
IPMA o sobě uvádí, že je první světovou asociací pro projekt management, založenou v roce 1965. Jedná se o federaci národních členských asociací v jednotlivých zemích, kterých je víc než 70 včetně České republiky. Jednotlivé národní asociace mají exkluzivní právo na výkon certifikace IPMA na území toho-kterého členského státu.
V České republice vykonává certifikace IPMA Česká republika, z. s. (IPMA CZ, původně Společnost pro projektové řízení). IPMA CZ je spolek, který se věnuje rozvoji projektového řízení v České republice. IPMA CZ nezajišťuje vzdělávání ani přípravu na certifikaci. Na svém webu uvádí seznam vzdělávacích společností, které jsou akreditované a připraví kandidáty k certifikaci ke zkoušce.
Certifikace vychází podle Mezinárodního standardu projektového řízení podle IPMA ICB v.4, který popisuje 28 kompetencí projektového manažer, které má projektový manažer ovládat. Tyto kompetence jsou rozdělené na:
- Kontextové
- Behaviorální
- Technické

Certifikace je rozdělena na 4 stupně. U certifikací vyššího stupně, dostává certifikovaný doporučení, jak se dále rozvíjet v oblasti projektového řízení. Tyto stupně jsou:
- CERTIFIED PROJECT MANAGEMENT ASSOCIATE IPMA LEVEL D® - nejnižší stupeň bez nutnosti předchozí praxe v projektovém řízení. Kandidát skládá písemnou zkoušku.
- CERTIFIED PROJECT MANAGER IPMA LEVEL C® - vyžaduje min. 3 roky praxe v projektovém řízení. Kandidát skládá písemnou zkoušku a následně pohovor se zkoušejícími, kteří ověřují jeho zkušenosti z praxe.
- CERTIFIED SENIOR PROJECT MANAGER IPMA LEVEL B® - vyžaduje min. 5 let praxe při řízení komplexních projektů. Kandidát skládá písemnou zkoušku a následně pohovor se zkoušejícími, kteří ověřují jeho zkušenosti z praxe.
- CERTIFIED PROJECT MANAGER IPMA LEVEL A® - vyžaduje min. 5 let praxe s řízením strategických projektů. Kandidát vypracuje zprávu z projektu, který řídíl a následně pohovor se zkoušejícími, kteří ověřují jeho zkušenosti z praxe.

Všechny národní asociace musí splňovat podmínky vedení certifikací podle ICR4. Proto se může v některých zemích lišit způsob certifikace.
Certifikát je platný 5 let. Certifikovaní projektoví manažeři si mohou certifikát obnovit v rámci recertifikace, která spočívá v prokázání vzdělávání se v oblasti projektového řízení a v praxi v projektovém řízení.

### Normy ISO 10006 - Doporučení pro aplikaci řízení kvality v projektech a ISO 21500 - Doporučení pro řízení projektů
ISO 10006:2003 Quality management systems—Guidelines for quality management in projects je norma poskytující doporučení pro řízení kvality v projektech. Byla vydána v roce 2003, její česká verze je vedena jako ISO 10006:2004.
Dnes je tento standard již překonán, proto byl de facto nahrazen normou ISO 21500:2012 Guidance on project management.
ISO 10006 ani ISO 21500 nejsou standardy certifikační - jedná se pouze o soubory doporučení. Tato skutečnost je uvedena přímo v jejich textu i v abstraktech těchto norem,, které je možné dohledat na oficiálních webových stránkách ISO.
Potvrzuje to také oficiální sdělení Českého institutu pro akreditaci, o.p.s. - ČIA (Národní akreditační orgán založený vládou České republiky).
Navzdory této skutečnosti na českém trhu existují subjekty nabízející certifikaci podle standardu ISO 10006.
Jak vyplývá z výše uvedených dokumentů, z pohledu samotné ISO je takováto certifikace bez výpovědné hodnoty a ČIA "považuje praktiky certifikačních orgánů, které prohlašují shodu s těmito dokumenty (standardy řady ISO 10000) za neprofesionální, zavádějící a podkopávající důvěru v certifikaci..."
Certifikovat podle ISO lze například systém řízení projektů jako součást systému řízení kvality organizace podle normy ISO 9001:2008.

### PMI -Project Management Institute
PMI je původem severoamerická organizace, která se prezentuje jako největší světová asociace pro project management s certifikovanými členy ve 185 zemích. Základní standard projektového řízení PMI je nazýván PMBOK Guide. Certifikovat se podle standardů PMI se lze také v České republice, i když zkoušku je nutno skládat v angličtině. Existuje několik druhů certifikace PMI. Nejpopulárnější z nich jsou PMP (Project Management Professional) určená pro projektové managery a CAPM (Certified Associate in Project Management) určená pro osoby, které se věnují nebo hodlají věnovat řízení projektů, ale ještě nemají dostatek praxe na připuštění ke zkoušce PMP. Na tyto certifikace se je možné připravit samostudiem nebo absolvovat přípravný kurz, zkušenosti však ukazují že zkouška je poměrně obtížná a při samostudiu není úspěšnost příliš vysoká. V ČR je několik organizací, které přípravné kurzy nabízejí na komerčním základě, v rámci aktivit organizace Projektový Underground proběhla i bezplatně. Na certifikační zkoušku se je potřeba přihlásit přímo u PMI. Od podzimu 2017 certifikace PMI celosvětově přešla na novou verzi PMBOK Guide - 6th Edition.
Nejvyšší úroveň představuje programová certifikace PgMP. Zde jde i o testování osobnosti programového - projektového manažera. I když jde také o zkoušku multiple-choice na počítači, je doplněna dalším prověřováním. Zatím se nepodařilo najít úspěšný model komerční přípravy na tuto zkoušku a nositelů této certifikace je celosvětově pár set.V organizaci Projektový Underground proběhly přípravné workshopy kde probíhá společná příprava a díky tomu jsou v ČR 3 nositelé této certifikace a jsme tak jedničkou mezi srovnatelnými evropskými zeměmi.
PMI také nabízí klony základního standardu PMBoK zaměřené na určité znalosti, a to včetně specializovaných certifikací. Jedná se o řízení rizik (PMI-RPM), scheduling (PMI-SP), business analýza (PMI-PBA), agilní řízení (PMI-ACP) a řízení portfolia (PfMP).

### PRINCE2- PRojects IN Controlled Environments 2nd Version
Tato metodika s kolébkou v Anglii v roce 1989 má kořeny ve starší metodice z roku 1975. Název PRINCE2 nese od roku 1996. Je použitelná pro řízení jakéhokoliv projektu. Jejím vlastníkem je AXELOS, společný podnik britské vlády (Cabinet Office) a soukromého investora - společnosti Capita, který vzešel z veřejné soutěže.
Certifikaci podle PRINCE2 lze získat i v České republice. Reálně se celosvětově vykonávají a používají 2 úrovně certifikace: základní Foundation (platí doživotně) a pokročilá Practitioner (platí 5 let), určená pro projektové manažery. Obě tyto úrovně je možné absolvovat v češtině, angličtině nebo případně v jednom z dalších víc než 20 jazyků.
Certifikaci podle PRINCE2 je možné získat jedním ze dvou způsobů:
1.) Absolvovat přípravný kurz na certifikaci u některé z akreditovaných tréninkových organizací - ATO a zkoušku složit přímo na závěr kurzu. Seznam nejvýznamnějších - strategických ATO (Strategic Accredited Training Organizations) je dostupný na webu AXELOS. ATO PRINCE2 akreditované tréninkové organizace jsou i v ČR. V roce 2017 jsou to dvě organizace.
2.) Připravit se samostudiem a pak se na certifikační zkoušku objednat buďto u některé ze schválených zkušebních organizací (Approved Examination Organization - AEO) a absolvovat ji v ní vypsaných termínech a nebo přímo u některého z těch 5 zkušebních institutů (examination institutes - EI) oprávněných AXELOSem na její výkon, které nabízejí absolvování zkoušek na dálku (online s dohledem přes webkameru).
Oba způsoby certifikace jsou rovnocenné. Plně rovnocenné jsou také:
- certifikáty PRINCE2 stejné úrovně
- akreditace tréninkových organizací PRINCE2
- akreditace trenérů PRINCE2

vydané jednotlivými zkušebními instituty (EI).
PRINCE2 také řeší posuzování vyspělosti organizace v řízení projektů a to podle modelů AXELOS P3M3® (Portfolio, Programme & Project Management Maturity Model) a P2MM (PRINCE2 Maturity Model) nebo PMI OPM3® (Organizational Project Management Maturity Model).
Na českém trhu existuje (2017) alespoň jeden subjekt vydávající padělky certifikáty projektového řízení na PRINCE2.